# Guacara

Kommunens läge i delstaten Carabobo

Guacara är en stad i norra Venezuela och är belägen i delstaten Carabobo. Staden är belägen vid Valenciasjön, öster om Valencia. Guacara är indelad i två socknar, parroquias, och hade 150 955 invånare år 2007. Hela kommunen består av staden samt ytterligare en socken och hade totalt 171 123 invånare år 2007 på en yta av 165 km².